# Ingvar Cronhammar

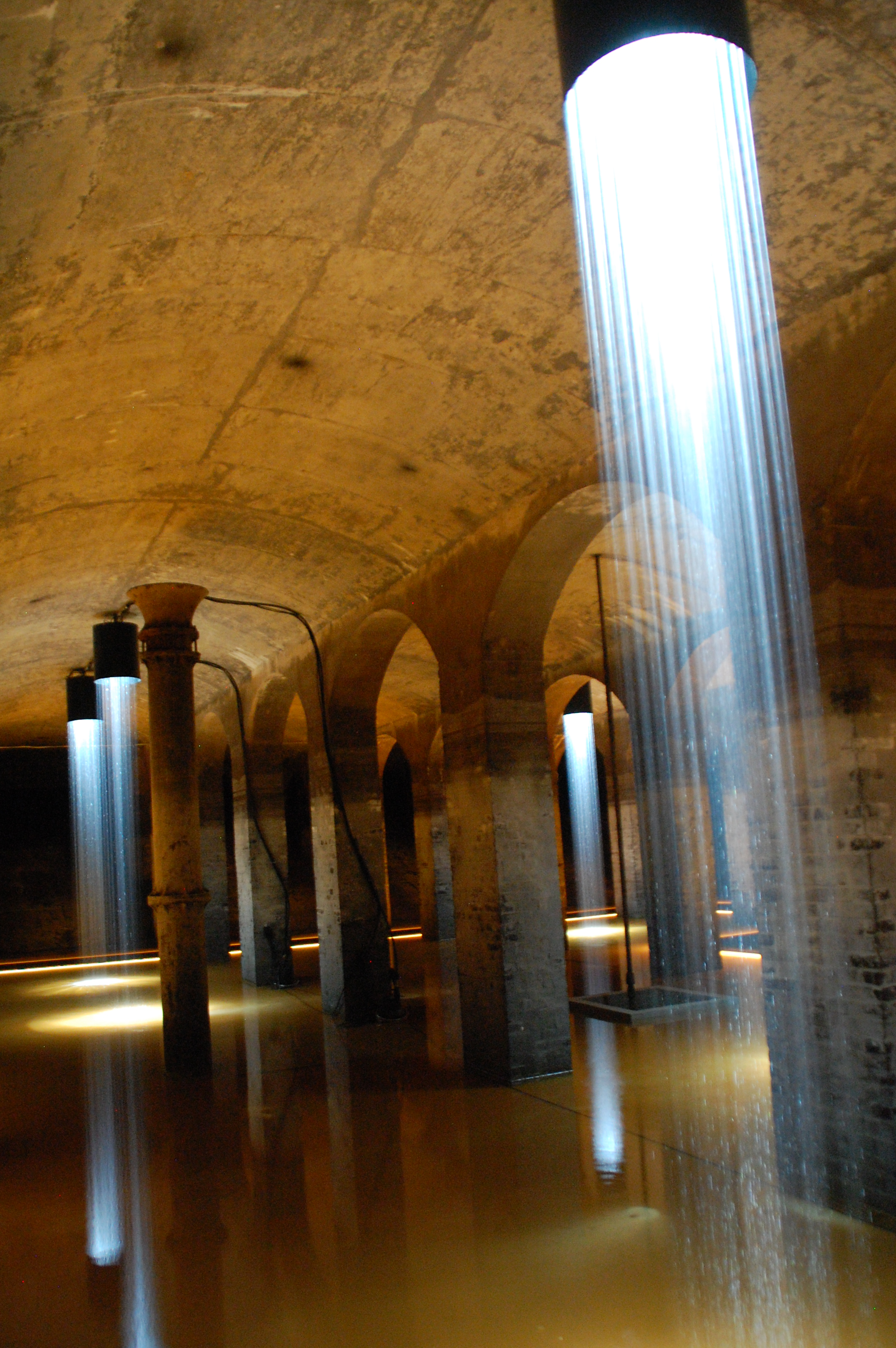
Installation von Ingvar Cronhammar in den Zisternen von Frederiksberg.

Ingvar Cronhammar (* 17. Dezember 1947 in Hässleholm, Schweden; † 20. Mai 2021 in Herning, Dänemark) war ein schwedisch-dänischer Bildhauer und Installationskünstler.

## Leben
Ingvar Cronhammar wuchs in Südschweden auf. Nach seinem Umzug nach Dänemark im Jahr 1965 studierte er an der Jutland Art Academy (Det Jyske Kunstakademi) in Aarhus. Er ließ sich dauerhaft in Dänemark nieder und erhielt 1993 die dänische Staatsbürgerschaft. Er war bekannt für seine großformatigen, oft technologisch geprägten Installationen, die er in enger Zusammenarbeit mit Ingenieuren und Architekten realisierte. Viele seiner Werke entstanden in Herning, wo er bis zu seinem Tod lebte und arbeitete. Zu seinen Auszeichnungen zählen die Eckersberg-Medaille (1993) und die Thorvaldsen-Medaille (2003).

## Werk
Ingvar Cronhammar arbeitete häufig mit industriellen Materialien wie Stahl, Glas, Wasser und Licht. Seine monumentalen Installationen sind von einer düsteren, oft apokalyptischen Ästhetik geprägt und verbinden Natur, Technik und organische Formen miteinander. Bekannt wurde er durch Werke wie Elia, eine riesige, kuppelförmige Skulptur mit Feuersäule in Herning, die zu einem Wahrzeichen der Region wurde. Weitere bekannte Arbeiten sind The Gate und Hvælv. Cronhammars Kunst wird als radikal, provokativ und zugleich meditativ beschrieben.

### Elia
Elia ist eine monumentale Skulptur von Ingvar Cronhammar. Sie wurde im Jahr 2001 im Birk Centerpark in Herning, Dänemark, errichtet. Cronhammar entwarf sie in Zusammenarbeit mit Ingenieuren und Technikern. Sie ist eine der größten zeitgenössischen Kunstinstallationen Nordeuropas. Die Skulptur besteht aus einer halbkugelförmigen Stahlstruktur mit einem Durchmesser von 60 Metern und einer Höhe von 11 Metern über dem Erdboden. Vier breite, symmetrisch angeordnete Treppenaufgänge führen auf die Plattform der Skulptur. In der Mitte der Kuppel befindet sich eine Öffnung mit einem computergesteuerten Gasflammenmechanismus, der in unregelmäßigen Abständen eine zentrale Feuerflamme erzeugt. Diese hat einen Durchmesser von etwa einem Meter und erreicht eine Höhe von bis zu 8,4 Metern. Aus Sicherheitsgründen wird die Flamme nur selten aktiviert, im Durchschnitt etwa alle 18 bis 19 Tage für rund 25 Sekunden. Um die zentrale Stahlstruktur herum sind vier vertikale, röhrenartige Stahlpfeiler mit einer Höhe von jeweils etwa 32 Metern installiert. Sie fungieren sowohl als gestalterisches Element als auch als Blitzableiter. Die Flammensteuerung erfolgt über ein automatisiertes, elektronisch überwachtes System. Die Aktivierung der Gasflamme hängt von verschiedenen Parametern wie Windgeschwindigkeit, Temperatur und Luftfeuchtigkeit ab. Ein zusätzliches System registriert Blitzschläge in die Pfeiler, wodurch akustische Resonanzen im Inneren entstehen können.
Elia befindet sich auf einem für die Öffentlichkeit zugänglichen Areal im Herninger Stadtteil Birk in unmittelbarer Nähe zum Herning Kunstmuseum und weiteren kulturellen Einrichtungen. Die Errichtungskosten beliefen sich auf rund 23 Millionen DKK, die von öffentlichen und privaten Institutionen getragen wurden. Nach mehreren Zwischenfällen, darunter zwei tödliche Unfälle im Jahr 2016, wurden zusätzliche Sicherheitsvorkehrungen eingeführt. Dazu gehört unter anderem die Installation eines Sicherheitsnetzes im zentralen Bereich der Skulptur. Der Zugang zur Plattform ist weiterhin möglich, jedoch werden einzelne Bereiche bei Wartungsarbeiten oder Gefahr temporär abgesperrt.